# Henry Rousso

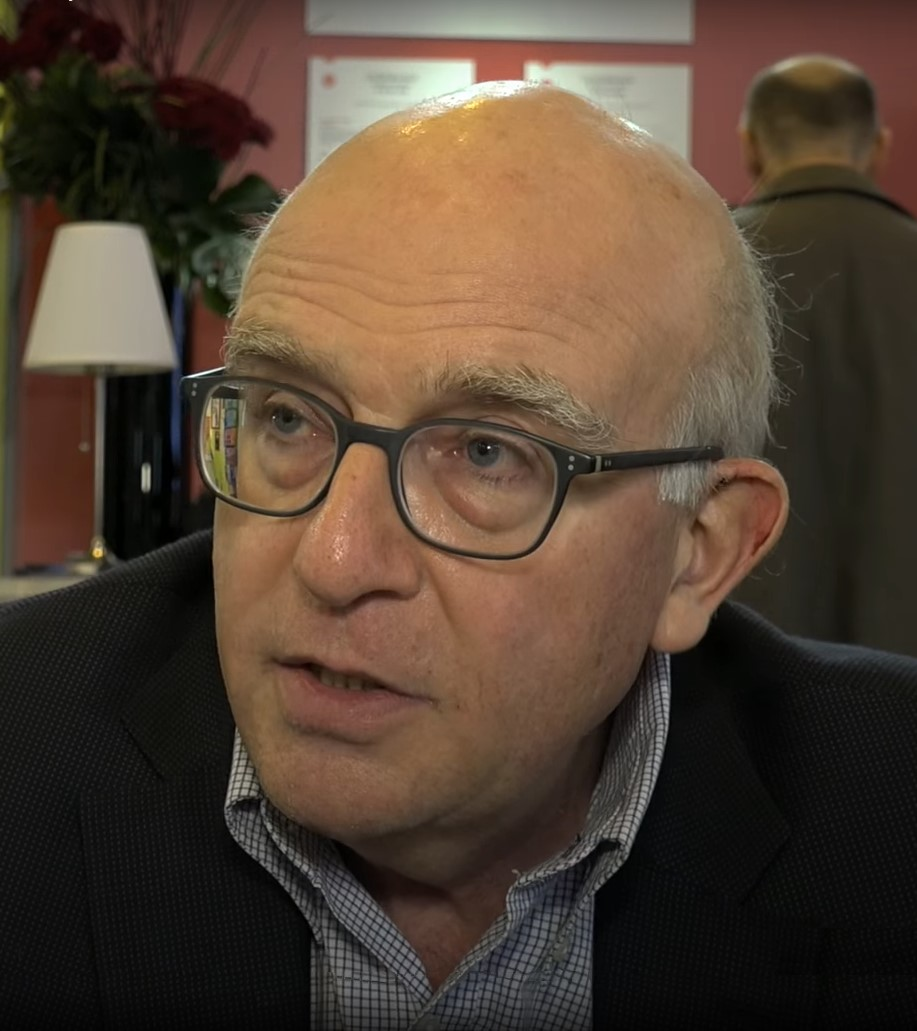
Henry Rousso

Henry Rousso (* 1954 in Kairo) ist ein französischer Historiker und Spezialist für die Geschichte des 20. Jahrhunderts, besonders des Zweiten Weltkriegs und der Besatzungszeit in Frankreich.

## Leben
Rousso ist jüdischer Abstammung. Zurzeit lehrt er an der Universität Paris-Nanterre sowie dem Pariser Institut d'histoire du temps présent (IHTP) und ist Mitglied zahlreicher wissenschaftlicher Beiräte, u. a. in der KZ-Gedenkstätte Buchenwald und im Pariser Mémorial de la Shoah.
Bekannt wurde Rousso vor allem durch seine Veröffentlichungen Un château en Allemagne: Sigmaringen, 1944-1945 über das letzte Jahr des Vichy-Regimes in Sigmaringen und Le Syndrome de Vichy (das Vichy-Syndrom) über die Schwierigkeiten der französischen Nachkriegsgesellschaft, ein angemessenes Bild der Besatzungszeit, insbesondere der französischen Mitschuld an Verfolgung und Deportation von Juden, zu erlangen. Er thematisierte darin die Überhöhung der Bedeutung des französischen Widerstands, durch Gaullisten und Kommunisten, für die er den Begriff résistancialisme prägte. Außerdem prägte er den Begriff des Negationismus (négationnisme).
Im Sommersemester 2009 war Henry Rousso Gastprofessor am Jena Center „Geschichte des 20. Jahrhunderts“ an der Universität Jena.
Jürg Altwegg hat Rousso als „Gralshüter der Vichy-Geschichtsschreibung“ bezeichnet.
Am 26. Februar 2017 wurde Rousso, der sich auf dem Weg zu einer wissenschaftlichen Konferenz in Texas befand, auf dem Flughafen Houston von Grenzbeamten 10 Stunden festgesetzt und entging nur knapp einer Abschiebung. Als Grund wurde das von US-Präsident Donald Trump kurz nach seiner Amtsübernahme per Dekret verhängte Einreiseverbot für Bürger aus sieben mehrheitlich muslimischen Ländern und „Missverständnisse bei Visum-Parametern“ genannt.
2020 erschien ein Sammelband über moderne Kriege, in dem Rousso über die Illusion schrieb, nach Beendigung von Kampfhandlungen zum gesellschaftlichen Zustand vor dem Krieg zurückzukehren.

## Schriften
- 1987: Le Syndrome de Vichy à nos jours. Le Seuil, coll. « XXe siècle », Paris, ISBN 2-02-009772-9. (2. Aufl. 1990: ISBN 2-02-012157-3)
  - 1991 in engl. Übersetzung: The Vichy Syndrome: History an Memory in France since 1944. Harvard University Press, Cambridge 1991, ISBN 0-674-93538-1.
- 1992: Les années noires: Vivre sous l'Occupation
  - deutsch: Frankreich und die »dunklen Jahre«: Das Regime von Vichy in Geschichte und Gegenwart. Wallstein-Verlag, Göttingen 2010, ISBN 978-3-8353-0756-8.
- 1994: La Seconde Guerre mondiale: Guide des sources conservées en France, 1939–1945. Direction des archives de France, Archives nationales, ISBN 2-86000-235-9.
- 1994: Vichy, un passé qui ne passe pas (mit Éric Conan), ISBN 2-213-59237-3.
  - stark erweiterte 2. Aufl. 1996, ISBN 2-07-032900-3.
  - engl. Übersetzung 1998 (Vichy, An Ever-Present Past), ISBN 0-87451-795-8.
- 2007: Le Régime de Vichy. ISBN 978-2-13-054077-9.
  - Vichy: Frankreich unter deutscher Besatzung 1940–1944. C. H. Beck, München 2009, ISBN 978-3-406-58454-1.
- 2012: La Dernière Catastrophe. Gallimard, ISBN 978-2-07-075972-9.
- 2013: La Seconde Guerre mondiale expliquée à ma fille. ISBN 978-2-02-104150-7.
- 2016: Face au Passé. Essais sur la mémoire contemporaine. Paris, Éditions Belin, ISBN 978-2-7011-9763-0.